# Ciénega de Flores
Ciénega de Flores es una ciudad mexicana, cabecera del municipio homónimo, situada en el estado de Nuevo León.

## Geografía

### Localización
La ciudad de Ciénega de Flores se encuentra en el este del municipio de Ciénega de Flores, cerca del límite con el municipio de General Zuazua. Las coordenadas de la ciudad son: 25°57′48″N 100°10′24″O / 25.96333, -100.17333, se encuentra a una altura media de 400 metros sobre el nivel del mar.

### Clima
El clima semiarido subhúmedo con lluvias escasas durante todo el año predomina en la ciudad de Ciénega de Flores.
La ciudad tiene una temperatura media anual de 22.4 °C, mientras que la precipitación media anual es de 675,3 litros por metro cuadrado.
| Parámetros climáticos promedio de Ciénega de Flores, Nuevo León | Parámetros climáticos promedio de Ciénega de Flores, Nuevo León | Parámetros climáticos promedio de Ciénega de Flores, Nuevo León | Parámetros climáticos promedio de Ciénega de Flores, Nuevo León | Parámetros climáticos promedio de Ciénega de Flores, Nuevo León | Parámetros climáticos promedio de Ciénega de Flores, Nuevo León | Parámetros climáticos promedio de Ciénega de Flores, Nuevo León | Parámetros climáticos promedio de Ciénega de Flores, Nuevo León | Parámetros climáticos promedio de Ciénega de Flores, Nuevo León | Parámetros climáticos promedio de Ciénega de Flores, Nuevo León | Parámetros climáticos promedio de Ciénega de Flores, Nuevo León | Parámetros climáticos promedio de Ciénega de Flores, Nuevo León | Parámetros climáticos promedio de Ciénega de Flores, Nuevo León | Parámetros climáticos promedio de Ciénega de Flores, Nuevo León |
| Mes                                                             | Ene.                                                            | Feb.                                                            | Mar.                                                            | Abr.                                                            | May.                                                            | Jun.                                                            | Jul.                                                            | Ago.                                                            | Sep.                                                            | Oct.                                                            | Nov.                                                            | Dic.                                                            | Anual                                                           |
| --------------------------------------------------------------- | --------------------------------------------------------------- | --------------------------------------------------------------- | --------------------------------------------------------------- | --------------------------------------------------------------- | --------------------------------------------------------------- | --------------------------------------------------------------- | --------------------------------------------------------------- | --------------------------------------------------------------- | --------------------------------------------------------------- | --------------------------------------------------------------- | --------------------------------------------------------------- | --------------------------------------------------------------- | --------------------------------------------------------------- |
| Temp. máx. abs. (°C)                                            | 41.0                                                            | 41.0                                                            | 46.0                                                            | 44.0                                                            | 46.5                                                            | 46.0                                                            | 43.0                                                            | 42.0                                                            | 43.5                                                            | 41.0                                                            | 39.0                                                            | 41.0                                                            | 46.5                                                            |
| Temp. máx. media (°C)                                           | 21.6                                                            | 24.0                                                            | 27.9                                                            | 31.5                                                            | 33.7                                                            | 35.3                                                            | 36.0                                                            | 36.0                                                            | 32.8                                                            | 28.9                                                            | 24.9                                                            | 21.8                                                            | 29.5                                                            |
| Temp. media (°C)                                                | 13.6                                                            | 15.7                                                            | 19.5                                                            | 23.8                                                            | 26.9                                                            | 28.9                                                            | 29.5                                                            | 29.4                                                            | 26.7                                                            | 22.4                                                            | 17.6                                                            | 14.2                                                            | 22.4                                                            |
| Temp. mín. media (°C)                                           | 5.5                                                             | 7.5                                                             | 11.2                                                            | 16.1                                                            | 20.2                                                            | 22.6                                                            | 23.0                                                            | 22.8                                                            | 20.6                                                            | 15.8                                                            | 10.3                                                            | 6.6                                                             | 15.2                                                            |
| Temp. mín. abs. (°C)                                            | -12.0                                                           | -9.0                                                            | -2.0                                                            | 1.5                                                             | 7.0                                                             | 8.0                                                             | 15.0                                                            | 16.0                                                            | 9.0                                                             | -2.0                                                            | -3.0                                                            | -7.0                                                            | -12.0                                                           |
| Precipitación total (mm)                                        | 26.5                                                            | 22.5                                                            | 25.1                                                            | 36.8                                                            | 58.0                                                            | 76.6                                                            | 62.4                                                            | 101.4                                                           | 148.0                                                           | 61.9                                                            | 28.1                                                            | 28.0                                                            | 675.3                                                           |
| Días de precipitaciones (≥ 1 mm)                                | 4.9                                                             | 4.2                                                             | 3.6                                                             | 4.2                                                             | 5.4                                                             | 5.2                                                             | 4.4                                                             | 6.0                                                             | 8.7                                                             | 6.0                                                             | 4.3                                                             | 4.7                                                             | 61.6                                                            |
| Fuente: Servicio Meteorológico Nacional 1 de septiembre de 2022 |                                                                 |                                                                 |                                                                 |                                                                 |                                                                 |                                                                 |                                                                 |                                                                 |                                                                 |                                                                 |                                                                 |                                                                 |                                                                 |

## Demografía

### Población
De acuerdo con el Censo de Población y Vivienda realizado en 2020 por el Instituto Nacional de Estadística y Geografía (INEGI), la ciudad de Ciénega de Flores tenía un total de 30 217 habitantes, siendo 15 401 hombres y 14 816 mujeres.

### Viviendas
En el censo de 2020 se registraron alrededor de 13 226 viviendas, de las cuales la misma cifra era de viviendas particulares, de las viviendas particulares, 8 794 estaban habitadas, mientras que de las viviendas particulares habitadas, 8 745 disponían de piso de material diferente a tierra, 8 775 disponían de energía eléctrica, 8 779 disponían de escusado y/o sanitario, y 8 775 disponían de drenaje.

### Evolución demográfica
| Gráfica de evolución demográfica de Ciénega de Flores entre 1900 y 2020 |
|                                                                         |
| Fuente: Instituto Nacional de Estadística y Geografía                   |